# Szent Ilona-kápolna (Somlójenő)

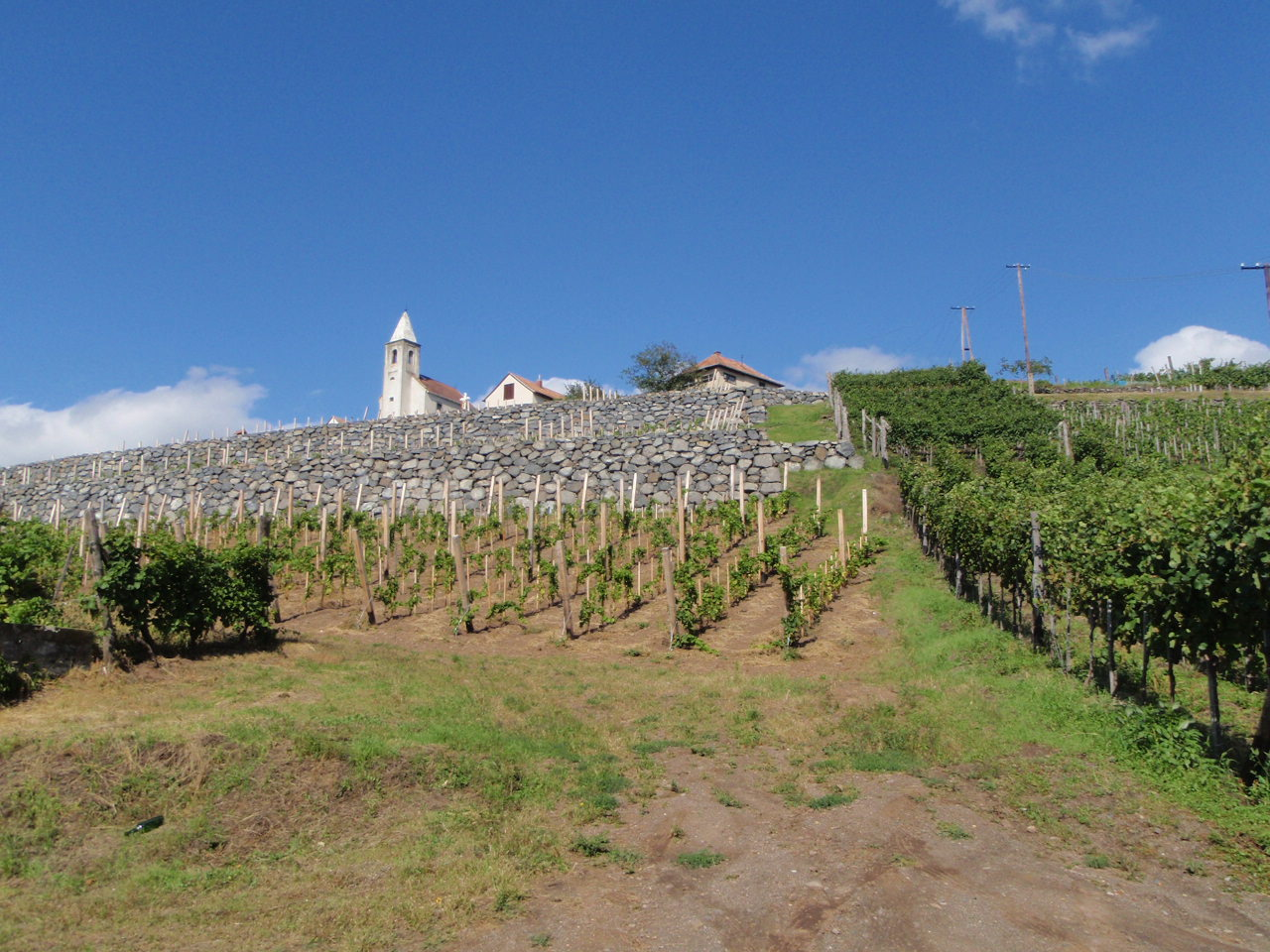
A Szent Ilona-kápolna az újjáépített támfalakkal és szőlőültetvénnyel

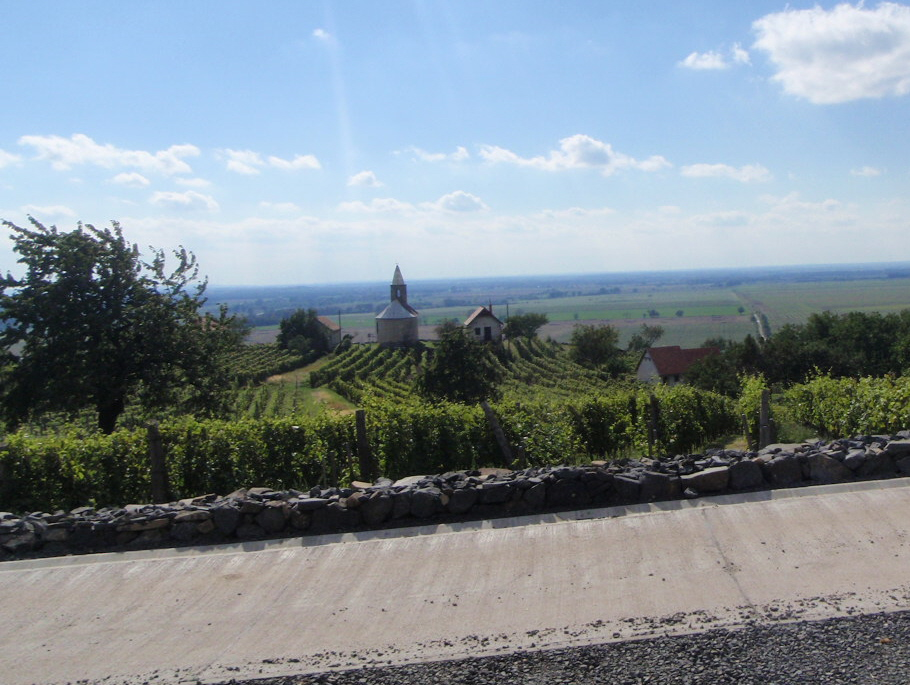
A Szent Ilona-kápolna, kilátás nyugat felé

## Fekvése
Somlójenő külterületén, a Somló délnyugati oldalán, a Somlói borvidéken, a Szent Ilona Borúton, a Szent Ilona dűlőben, egy kis dombon a Vinum Somlaicum Bortársulás területén, 230 méter magasságban áll a karcsú tornyú Szent Ilona-kápolna (másik neve: Szent Kereszt-kápolna).

## Története
Egy 1399-ben kelt okmány már említi a jenei oldalon álló Szent Keresztről nevezett templomot. Valószínűleg a tüskevári (nagyjenői) pálosok építették azon a helyen, ahol a mostani kápolna is áll. Hogy ez a templom meddig szolgálta Isten dicsőségét és mikor dőlt romba, nem tudjuk. Lehetséges, hogy a Szent Margit-kápolnához hasonlóan ez is a török vész idején pusztult el.
A templom emléke évszázadokon át élt a hívek lelkében, míg a 19. század első felében elhatározták újraépítését.
Éveken keresztül szüretkor mustot szedtek, ennek árát kamatoztatták és ebből vették meg a templom helyét, valamint ebből fizették a napszámosokat is. A kápolna felszerelését a hívek adományozták.